# Affensattel

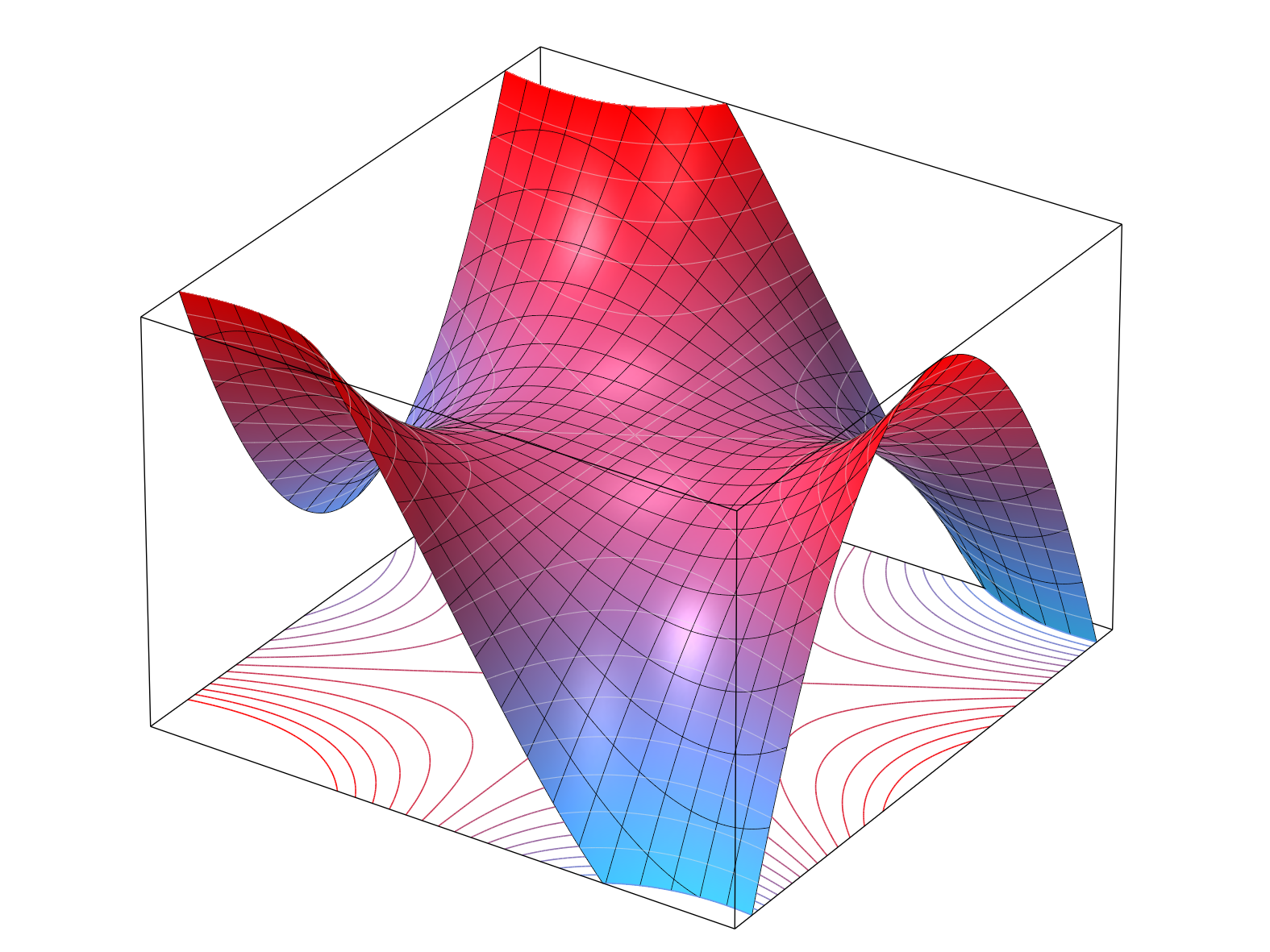
Der Graph der Affensattelfunktion

Der Affensattel ist eine räumliche Fläche, die in einem dreidimensionalen kartesischen Koordinatensystem durch den Graphen der Funktion {\displaystyle f(x,y)=x^{3}-3xy^{2}} beschrieben wird.

## Charakteristik der Funktion
Für die Fläche sind drei Erhebungen und drei Senkungen charakteristisch, die im Ursprung zusammenstoßen. Die Ebene ist achsensymmetrisch zur z-Achse und zwar bei einer Drehung um 2π/3 rad beziehungsweise 120° bei beliebiger Orientierung.

## Namensherkunft
Der Name „Affensattel“ leitet sich aus der Ähnlichkeit des Graphen zur Form eines Reitsattels. Da sich hier allerdings anstelle von zwei Senkungen für die beiden Beine des Reiters drei finden, wurde die Funktion „Affensattel“ benannt; es findet sich eine weitere Senkung für den Schwanz des Affen.